# Freak Show (álbum)
Freak Show es el segundo álbum de estudio de la banda de rock australiana Silverchair, lanzado en 1997.
Una versión del disco compacto también incluye un CD-ROM interactivo, que incluye imágenes de vídeo y otros elementos relacionados con la temática del disco.

## Lista de canciones
Toda la música compuesta por Daniel Johns; excepto donde se indica. 
| Freak Show |                           |                           |          |  |
| N.º        | Título                    | Música                    | Duración |  |
| 1.         | «Slave»                   | Ben Gillies, Daniel Johns | 3:57     |  |
| 2.         | «Freak»                   |                           | 3:49     |  |
| 3.         | «Abuse Me»                |                           | 4:03     |  |
| 4.         | «Lie to Me»               |                           | 1:22     |  |
| 5.         | «No Association»          | Gillies, Johns            | 3:56     |  |
| 6.         | «Cemetery»                |                           | 4:04     |  |
| 7.         | «The Door»                |                           | 3:38     |  |
| 8.         | «Pop Song for Us Rejects» |                           | 3:15     |  |
| 9.         | «Learn to Hate»           | Gillies                   | 4:21     |  |
| 10.        | «Petrol & Chlorine»       |                           | 4:00     |  |
| 11.        | «Roses»                   | Gillies, Johns            | 3:34     |  |
| 12.        | «Nobody Came»             | Gillies, Johns            | 7:02     |  |
| 13.        | «The Closing»             | Gillies                   | 3:27     |  |
| 52:08      |                           |                           |          |  |

## Créditos

### Músicos
- Daniel Johns – guitarra, voz
- Ben Gillies – batería
- Chris Joannou – bajo
- Jane Scarpantoni (canción 6), Margaret Lindsay (canción 10) – chelo
- Amanda Brown y Ian Cooper (canción 8), Lorenza Ponce, Elizabeth Knowles, Todd Reynolds y David Mansfield (canción 6), Ravi Kutilak (canción 10) – violín
- Matthew Pierce (canción 6), Rudi Crivici (canción 10) – viola
- Pandit Ran Chander Suman (canción 10) – tampura, tabla
- Ruk Mali – sitar (canción 10)
- Jane Scarpantoni (canción 6), Nick Launay y Daniel Denholm (canción 10) - Arreglos de cuerda

### Otros
- Producido y grabado por Nick Launay.
- Mezclado por Andy Wallace, salvo «Petrol & Chlorine» y «The Closing», mezcladas por Nick Launay.
- Grabado en los Estudios Festival, Sydney.
- Ingenieros asistentes: Mark Thomas & Matt Lovell (Sydney), Steve Sisco (NYC).
- Masterización: Bob Ludwig en Gateway Mastering.
- Dirección de arte: John Watson, John O'Donnell, Kevin Wilkins & Silverchair.
- Fotos interiores: Sophie Howarth, Adrienne Overall & otros.
- Arte de portada: Lydia Kullik.
- Ilustración de portada: Grady Stiles, Jr., cortesía del Circus World Museum, Baraboo, Wisconsin.
- Grabado en CD, casete y vinilo de 12 pulgadas (negro y amarillo en edición limitada).

## Posición en las listas
| Listas                       | Posición |
| ---------------------------- | -------- |
| Billboard 200                | 12       |
| Australian ARIA Albums Chart | 1        |